# USS Perch (SS-176)
USS Perch (SS-176) là một tàu ngầm lớp Porpoise được Hải quân Hoa Kỳ chế tạo vào giữa thập niên 1930. Nó là chiếc tàu ngầm đầu tiên của Hải quân Hoa Kỳ được đặt cái tên này, theo tên loài cá perca. Nó đã phục vụ trong giai đoạn mở màn của Chiến tranh Thế giới thứ hai, bị hư hại nặng bởi hỏa lực hải pháo và mìn sâu của tàu khu trục Nhật Bản tại biển Java, và bị thủy thủ đoàn tự đánh chìm vào ngày 3 tháng 3, 1942. Perch được tặng thưởng một Ngôi sao Chiến trận do thành tích phục vụ trong Thế Chiến II.

## Thiết kế và chế tạo
Lớp tàu ngầm Porpoise Kiểu P-5 có thiết kế được dựa trên Kiểu P-3 do hãng Electric Boat phát triển, vốn được Hải quân Hoa Kỳ đánh giá là tốt hơn so với Kiểu P-1 do Xưởng hải quân Portsmouth phát triển. Chúng có cấu trúc vỏ kép một phần với hai đầu là vỏ đơn, một phiên bản hoàn thiện hơn của chiếc USS Dolphin (SS-169). Những chiếc được đóng bởi Electric Boat là những tàu ngầm Hoa Kỳ đầu tiên được chế tạo áp dụng kỹ thuật hàn cho toàn bộ cấu trúc con tàu, vốn sẽ áp dụng cho mọi lớp tàu ngầm sau này.
Perch dài khoảng 300 foot (91 m) và trọng lượng choán nước khi lặn khoảng 1.998 tấn Anh (2.030 t), với một cấu trúc thượng tầng tháp chỉ huy lớn và cồng kềnh. Tốc độ tối đa chỉ đạt khoảng 18 hải lý trên giờ (33 km/h) để duy trì độ bền cho động cơ, nhưng một cải tiến nhằm chứa dầu FO trong các thùng dằn chính đã giúp tăng gần gấp đôi tầm xa hoạt động, giúp chúng có thể hoạt động tuần tra đến tận các đảo chính quốc Nhật Bản.
Vũ khí trang bị chính ban đầu chỉ có sáu ống phóng ngư lôi 21 in (530 mm), gồm bốn ống trước mũi và hai ống phía đuôi, cùng một hải pháo 3 inch/50 caliber trên boong tàu và hai súng máy M1919 Browning .30-caliber (7,62 mm).
Perch được đặt lườn tại xưởng tàu của hãng Electric Boat Company ở Groton, Connecticut vào ngày 25 tháng 2, 1935. Nó được hạ thủy vào ngày 9 tháng 5, 1936, được đỡ đầu bởi bà Helen Lorena Withers, và được cho nhập biên chế cùng Hải quân Hoa Kỳ vào ngày 19 tháng 11, 1936 dưới quyền chỉ huy của Hạm trưởng, Thiếu tá Hải quân G. C. Crawford.

## Lịch sử hoạt động

### 1937 - 1941
Sau khi hoàn tất việc chạy thử máy huấn luyện tại vùng biển ngoài khơi New England, Perch khởi hành băng qua kênh đào Panama và đi đến San Diego, California vào tháng 11, 1937 để gia nhập Hạm đội Thái Bình Dương. Nó hoạt động từ căn cứ này trong thành phần Hải đội Tàu ngầm 6 và tham gia các cuộc tập trận hạm đội, cũng như tham gia một lượt khảo sát quần đảo Aleut vào tháng 2, 1938. Vào mùa Xuân năm 1939, nó tham gia cùng hạm đội trong một chuyến đi sang vùng bờ Đông Hoa Kỳ.
Đến tháng 10, 1939, Perch được điều động sang Manila, Philippines, và đảm trách vai trò soái hạm một đội tàu ngầm. Nó thực hiện một chuyến đi vào mùa Hè năm 1940 dọc theo bờ biển Trung Quốc đến Thượng Hải và Thanh Đảo. Vào đầu tháng 12, 1941, nó hộ tống hai tàu vận tải xuất phát từ Thượng Hải để vận chuyển binh lính Thủy quân Lục chiến từ Thượng Hải đến Manila.

### Thế chiến II
Khi Hải quân Đế quốc Nhật Bản bất ngờ tấn công căn cứ Trân Châu Cảng vào ngày 7 tháng 12, 1941 khiến chiến tranh bùng nổ tại Mặt trận Thái Bình Dương, Perch đang được bảo trì tại Xưởng hải quân Cavite. Nó đã kịp thời rút lui ra khỏi căn cứ vào ngày 10 tháng 12 và chứng kiến đợt ném bom phá hủy gần như hoàn toàn căn cứ này. Đêm đó, nó băng qua các bãi thủy lôi tại Corregidor để tuần tra tại vùng biển giữa Luzon và Đài Loan, nhưng không bắt gặp mục tiêu nào. Con tàu chuyển sang hoạt động ngoài khơi Hong Kong, và vào đêm 25 tháng 12 đã phóng một loạt bốn quả ngư lôi nhắm vào một tàu buôn lớn, nhưng tất cả đều bị trượt. Vài ngày sau đó, nó lại phóng ngư lôi tấn công một tàu buôn, có thể là chiếc SS Nojima Maru, nhưng các tàu hộ tống đã ngăn trở chiếc tàu ngầm xác định kết quả.
Sau khi đi đến Darwin, Australia để sửa chữa và tái trang bị, Perch thực hiện chuyến tuần tra tiếp theo đến Kendari, Celebes (nay là Sulawesi), nơi nó trinh sát cảng này trong một tuần lễ và tìm cách xâm nhập lối ra vào cảng để tấn công, nhưng không thành công. Nó di chuyển xuống phía Nam dọc bờ biển phía Đông Celebes, và đang khi tấn công ban đêm nhắm vào một tàu buôn lớn, đạn pháo bắn trả của đối phương đã gây hư hại sàn tàu phía trước và ăn-ten vô tuyến khiến tạm thời mất liên lạc vô tuyến. Thủy thủ đoàn đã nỗ lực sửa chữa trong khi còn tàu hướng sang khu vực biển Java.
Tối ngày 1 tháng 3, 1942, Perch trồi lên mặt nước tại vị trí 30 mi (48 km) về phía Tây Bắc Soerabaja (nay là Surabaya), Java để tấn công một đoàn tàu vận tải Nhật Bản đang cho đổ bộ lực lượng lên phía Tây Soerabaja. Các tàu khu trục Amatsukaze và Hatsukaze đã phát hiện và tấn công nó bằng mìn sâu, buộc Perch phải ẩn nấp dưới đáy biển ở độ sâu 135 ft (41 m). Thêm nhiều quả mìn sâu được thả xuống khiến nó bị hư hại đáng kể, hỏng động cơ bên mạn phải và ngập nước nhiều ngăn suốt con tàu. Khi nó hoàn tất sửa chữa và trồi lên mặt nước lúc 02 giờ 00, nó tiếp tục bị đối phương tấn công; nhưng dầu và hơi thoát ra từ các thùng dằn bị hư hại khiến đối phương tin rằng đã tiêu diệt được chiếc tàu ngầm nên bỏ đi.
Sau khi sửa chữa tạm thời, đến sáng sớm ngày 3 tháng 3, Perch tiến hành lặn thử nghiệm nhưng thất bại, và may mắn nổi trở lại để tiếp tục sửa chữa. Tuy nhiên, hai tàu tuần dương và ba tàu khu trục đối phương xuất hiện và nả pháo tấn công.  Hạm trưởng buộc phải ra lệnh bỏ tàu và đánh đắm Perch. Tên nó được rút khỏi danh sách Đăng bạ Hải quân vào ngày 24 tháng 6, 1942. Toàn bộ năm sĩ quan và 54 thủy thủ đã bị tàu khu trục Ushio bắt làm tù binh chiến tranh. Ngoại trừ sáu người qua đời do suy dinh dưỡng trong các trại tù binh Nhật Bản, những người khác đã sống sót và quay trở về Hoa Kỳ sau chiến tranh.

## Khám phá xác tàu đắm
Vào ngày 23 tháng 11, 2006, đang khi tìm kiếm xác tàu đắm của tàu tuần dương hạng nặng HMS Exeter về phía Tây Bắc đảo Bawean trong biển Java, một đội thợ lặn quốc tế bên trên chiếc MV Empress đã tình cờ tìm thấy xác tàu đắm của USS Perch. Nhóm thám hiểm hy vọng tìm thấy xác chiếc Exeter vốn bị đắm tại cùng khu vực này vào ngày 1 tháng 3, 1942. Xác tàu đắm của Perch đã bị trục vớt trái phép trong khoảng từ năm 2006 đến năm 2016 và hiện không còn tồn tại. Không giống như những con tàu Hà Lan và Anh Quốc lân cận, Perch không được xem là một nghĩa trang chiến tranh, vì nó bị thủy thủ đoàn tự đánh đắm mà không có tổn thất nhân mạng.

## Phần thưởng
Perch được tặng thưởng một Ngôi sao Chiến trận do thành tích phục vụ trong Thế Chiến II.
|  |             |  |
|  | Bronze star |  |

| Dãi băng Hoạt động Tác chiến  |                                                                         |                                      |
| Huân chương Chiến dịch Hoa Kỳ | Huân chương Chiến dịch Châu Á-Thái Bình Dương với 1 Ngôi sao Chiến trận | Huân chương Chiến thắng Thế Chiến II |